# The Purge (serie televisiva)
The Purge è una serie televisiva statunitense, basata sulla serie di film La notte del giudizio ideata da James DeMonaco e iniziata nel 2013.
La serie, prodotta dalla Blumhouse Productions e dalla Platinum Dunes, è stata trasmessa in simulcast sulle reti Syfy e USA Network dal 4 settembre 2018.
In Italia, la serie è stata distribuita su Amazon Prime Video in versione originale dal 5 settembre 2018, mentre dal successivo 23 novembre è disponibile anche in lingua italiana. Nel maggio 2020 la serie è stata cancellata dopo due stagioni.

## Trama
La serie ruota intorno a un periodo di dodici ore in cui tutti i reati, compreso l'omicidio, sono legali. Ambientato in un'America distopica governata da un partito politico totalitario, si vedono diversi personaggi apparentemente non collegati che vivono in una piccola città. Quando l'orologio si ferma, ogni personaggio è costretto a fare i conti con il proprio passato, mentre scopre quanto a lungo riuscirà a sopravvivere alla notte.

## Episodi
| Stagione         | Episodi | Prima TV USA | Pubblicazione Italia |
| ---------------- | ------- | ------------ | -------------------- |
| Prima stagione   | 10      | 2018         | 2018                 |
| Seconda stagione | 10      | 2019         | 2019                 |

## Personaggi e interpreti

### Prima stagione

#### Principali
- Miguel Guerrero, interpretato da Gabriel Chavarria.[5]
- Penelope Guerrero, interpretata da Jessica Garza.[5]
- Jenna Betancourt, interpretata da Hannah Emily Anderson, doppiata da Loretta Di Pisa.
- Rick Betancourt, interpretato da Colin Woodell, doppiato da Diego Baldoin.
- Lila Stanton, interpretata da Lili Simmons.[6]
- Jane Barbour, interpretata da Amanda Warren.
- Joe Owens, interpretato da Lee Tergesen, doppiato da Valerio Amoruso.[6]

#### Ricorrenti
- David Ryker, interpretato da William Baldwin, doppiato da Oliviero Corbetta.[7]
- Albert Stanton, interpretato da Reed Diamond, doppiato da Silvano Piccardi.
- Ellie Stanton, interpretata da Andrea Frankle, doppiata da Elisabetta Cesone.
- Tavis, interpretata da Fiona Dourif.
- Catalina, interpretata da Paulina Gálvez, doppiata da Renata Bertolas.
- Alison, interpretata da Jessica Miesel.
- Mark Cantoff, interpretato da Adam Stephenson, doppiato da Patrizio Prata.
- Pete "lo sbirro", interpretato da Dominic Fumusa, doppiato da Roberto Accornero.
- Eileen, interpretata da Allison King.
- Ross Bailes, interpretato da Joe Chrest, doppiato da Pino Pirovano.
- Rex, interpretato da Christopher Berry, doppiato da Alberto Sette.
- Kick Charlie, interpretato da Garrett Kruithof, doppiato da Pino Pirovano.
- Henry Bodreaux, interpretato da Dylan Arnold, doppiato da Jacopo Calatroni.
- Bobby Sheridan, interpretato da Dermot Mulroney, doppiato da Gianluca Iacono.

### Seconda stagione

#### Principali
- Marcus Moore, interpretato da Derek Luke, doppiato da Ruggero Andreozzi.
- Ryan Grant, interpretato da Max Martini, doppiato da Claudio Moneta.
- Esme Carmona, interpretata da Paola Núñez, doppiata da Debora Magnaghi.
- Ben Gardner, interpretato da Joel Allen, doppiato da Jacopo Calatroni.

## Produzione

### Sviluppo
Una serie televisiva basata su La notte del giudizio era stata annunciata dall'ideatore e regista dei primi tre film James DeMonaco. La serie venne ordinata nel maggio 2017 dalle reti Syfy e USA Network.

### Casting
Il 26 febbraio 2018 venne annunciato che Gabriel Chavarria e Jessica Garza erano stati scelti come protagonisti.
Chavarria interpreta Miguel, un marine americano che ritorna a casa nella notte dello Sfogo dopo aver ricevuto un messaggio criptico da sua sorella.
Penelope, interpretata da Garza appartenente a un culto dell'adorazione dei Purificatori, si è impegnata a diventare un sacrificio per volontà del leader carismatico, costringendo Miguel ad affrontare la violenza insensata nelle strade da solo per proteggere coloro che ama di più: la sua famiglia.

## Promozione
Il primo trailer della serie è stato pubblicato il 29 giugno 2018.

## Distribuzione
La prima stagione, composta da dieci episodi, è stata trasmessa in simulcast sulle reti Syfy e USA Network dal 4 settembre 2018.
In Italia, la serie è stata distribuita su Prime Video dal 5 settembre 2018 in versione originale e dal 23 novembre 2018 in lingua italiana.

## Riconoscimenti
- Imagen Awards
  - 2019 – Candidato per il miglior attore protagonista televisivo a Gabriel Chavarria[14]
- Saturn Award
  - 2019 – Candidata per la miglior serie televisiva d'azione/thriller[15]
- LMGI Awards
  - 2019 – Candidato per la miglior commissione cinematografica a Tim Clark[16]